# Karol II (margrabia Badenii-Durlach)
Karol II (ur. 24 lipca 1529 w Sulzburgu, zm. 23 marca 1577 w Durlach) – margrabia Badenii-Durlach od 1553 z dynastii Zähringen. 

## Życiorys

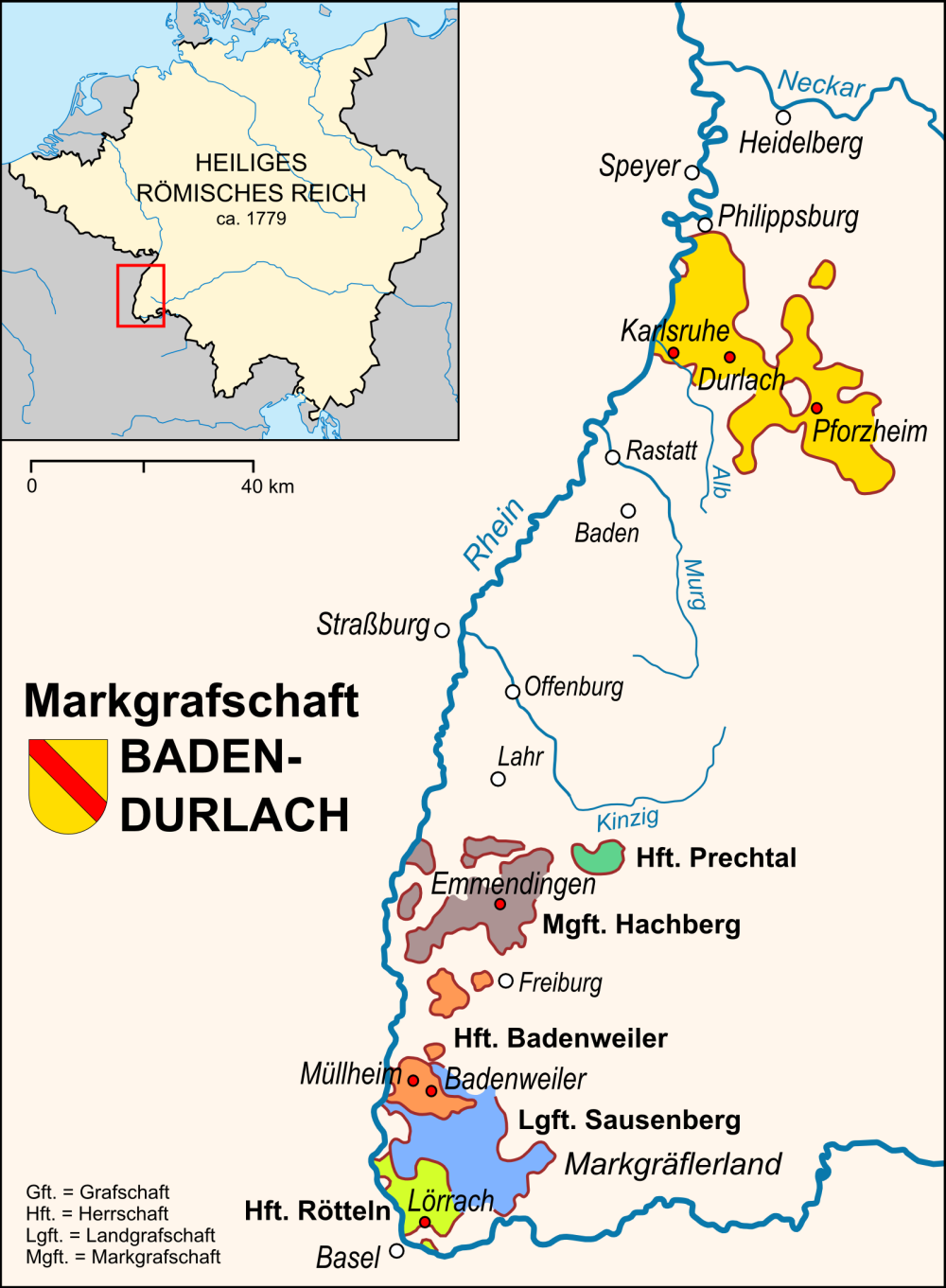
Ziemie margrabiów Badenii-Durlach od XVI do XVIII w.

Karol był najmłodszym synem margrabiego Badenii-Durlach Ernesta. Jego matką była druga żona Ernesta, Urszula z Rosenfeld. Podczas jego młodości jego starsi, przyrodni bracia Albrecht i Bernard toczyli ciągłe spory z ojcem. W międzyczasie Albrecht zmarł, a w 1552 r. ojciec podzielił swoje państwa między dwóch pozostałych synów: Bernard otrzymał część północną z Pforzheimem, a Karol część południową. Na początku następnego roku Bernard zmarł zaledwie kilka tygodni przed ojcem, co uczyniło Karola jedynym władcą księstwa.
Odziedziczone księstwo było bardzo zadłużone, jednak Karol we współpracy ze stanami swego księstwa uporządkował jego finanse. Już w 1553 r. zakończył spory z księciem Wirtembergii Krzysztofem i odtąd z jego pomocą oraz przy wsparciu żony Kunegundy z Hohenzollernów stopniowo i w sposób pokojowy wprowadzał w swoim księstwie reformację (oficjalnie zostało to ogłoszone w 1556 r.). Dochody z sekularyzowanych dóbr kościelnych margrabia przeznaczył na wykształcenie duchownych protestanckich. Bardzo aktywnie uczestniczył w polityce religijnej Rzeszy, wspierając rozwój luteranizmu. Nie angażował się w konflikty zbrojne, wyjątkiem było udzielenie pomocy królowi Francji Karolowi IX Walezjuszowi w wojnie przeciwko hugenotom. Gdy w 1568 r. zmarł Krzysztof wirtemberski, Karol został opiekunem jego małoletniego następcy Ludwika III. W 1572 r. porozumiał się z kuzynem, margrabią Baden-Baden w sprawie bicia monety w księstwie.
W 1565 r. przeniósł swoją rezydencję z Pforzheimu do Durlach, które rozbudował (wzniósł tu m.in. zamek Karlsburg). Dlatego on i jego potomkowie są określani jako margrabiowie Badenii-Durlach. 

## Rodzina
Karol II był dwukrotnie żonaty. 10 marca 1551 r. poślubił Kunegundę (1523–1558), córkę Kazimierza z rodu Hohenzollernów, margrabiego Bayreuth. Z tego małżeństwa pochodziło dwoje dzieci:
- Maria (1553–1561),
- Albrecht (1555–1574).

1 sierpnia 1558 r. drugą żoną Karola została Anna (1540–1586), córka Ruprechta z rodu Wittelsbachów, palatyna Veldenz. Z tego związku pochodziło sześcioro dzieci:
- Dorota Urszula (1559-1583), żona księcia Wirtembergii Ludwika III,
- Ernest Fryderyk (1560-1604), margrabia Badenii-Durlach,
- Jakub III (1562-1590), margrabia Badenii-Hachberg,
- Anna Maria (1565-1573),
- Elżbieta (1570-1611),
- Jerzy Fryderyk (1573-1638), margrabia Badenii-Durlach.